# Pectinariophyes antica
Pectinariophyes antica är en insektsart som beskrevs av Jacobi 1921. Pectinariophyes antica ingår i släktet Pectinariophyes och familjen Machaerotidae.
Artens utbredningsområde är Papua Nya Guinea. Inga underarter finns listade i Catalogue of Life.